# Calathea lateralis
Calathea lateralis är en strimbladsväxtart som först beskrevs av Hipólito Ruiz López och Pav., och fick sitt nu gällande namn av John Lindley. Calathea lateralis ingår i släktet Calathea och familjen strimbladsväxter. Inga underarter finns listade.